# Ejlot
Ejlot (hebrejsky אֵילוֹת, v oficiálním přepisu do angličtiny Elot, přepisováno též Eilot) je vesnice typu kibuc v Izraeli. Administrativně spadá pod oblastní radu Chevel Ejlot.

## Geografie
Jedná se o nejjižněji položený kibuc, nacházející se v nadmořské výšce 73 metrů v Aravském údolí, poblíž hranic s Jordánskem, ležící asi dva kilometry severně od turistického letoviska a města Ejlat u Rudého moře. Ejlot je na dopravní síť napojen pomocí dálnice číslo 90. Z ní tu odbočuje lokální silnice 109, která vede k izraelsko-jordánskému hraničnímu přechodu Arava.

## Dějiny
Kibuc byl založen v roce 1962. Jeho jméno je odvozeno z verše 1. knihy královské 9:26: „Král Šalomoun dal také udělat lodě v Esjón-geberu, které je blízko Elótu na břehu Rákosového moře v edómské zemi.“ Biblický Elót se nacházel nedaleko současného kibucu Ejlot.
Zakladateli kibucu byla skupina osadníků, kteří se již roku 1955 usadili v opuštěné policejní stanici Um Rašraš, okolo které tehdy vznikalo izraelské město Ejlat. V následujících letech se podíleli na budování Ejlatu, pracovali v místním přístavu a zřizovali palmové háje v okolní krajině. Koncem listopadu 1962 se přestěhovali do nynější lokality, kde zřídili zemědělský kibuc Ejlot, zatímco Ejlat se již dále vyvíjel jako městské sídlo. Zakladatelská skupina sestávala z patnácti členů. K nim se později připojili členové polovojenských oddílů Nachal a další jednotlivci.
Kibuc má přibližně 80 členů, jeho ekonomika je založena na pěstování datlí, zeleniny, ovoce, produkci mléčných výrobků a cestovním ruchu. V rámci trvale udržitelného rozvoje a vypořádávání se s aridním prostředím kibuc využívá splaškovou vodu nedalekého města Ejlat, kterou po vyčištění používá k zavlažování v zemědělství. Kibuc prošel privatizací a zbavil se většiny prvků kolektivismu ve svém hospodaření.

## Demografie
Obyvatelstvo kibucu je sekulární. Podle údajů z roku 2014 tvořili naprostou většinu obyvatel v Ejlotu Židé (včetně statistické kategorie "ostatní", která zahrnuje nearabské obyvatele židovského původu ale bez formální příslušnosti k židovskému náboženství).
Jde o menší obec vesnického typu s populací, která po dlouhodobé stagnaci a poklesu začala po roce 2005 opět růst. K 31. prosinci 2014 zde žilo 324 lidí. Během roku 2014 populace klesla o 6,9 %.
| Rok            | 1972 | 1983 | 1995 | 2001 | 2003 | 2004 | 2005 | 2006 | 2007 | 2008 | 2009 | 2010 | 2011 | 2012 | 2013 | 2014 |
| -------------- | ---- | ---- | ---- | ---- | ---- | ---- | ---- | ---- | ---- | ---- | ---- | ---- | ---- | ---- | ---- | ---- |
| Počet obyvatel | 135  | 235  | 323  | 302  | 287  | 270  | 271  | 259  | 285  | 305  | 359  | 350  | 355  | 331  | 348  | 324  |

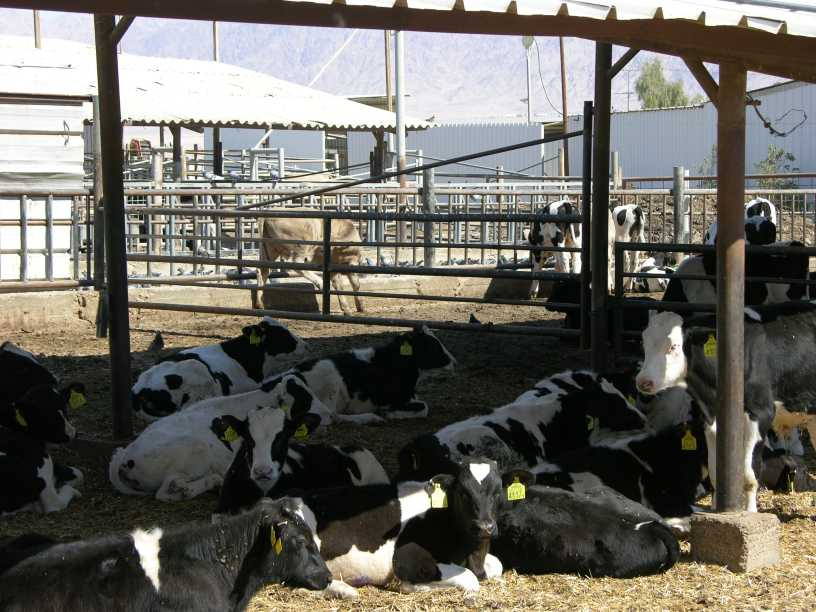
Skot v areálu kibucu
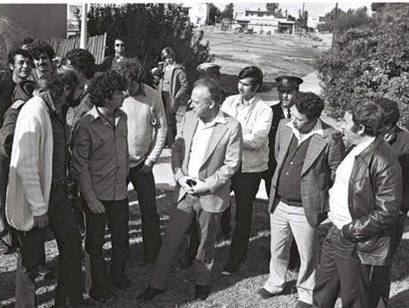
Premiér Jicchak Rabin při návštěvě kibucu, 1975